# スタア誕生 (1954年の映画)

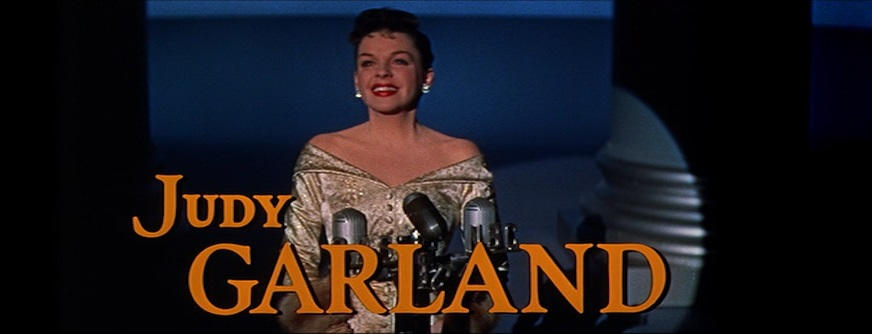
ジュディ・ガーランド(予告編から)

『スタア誕生』（すたあたんじょう、原題: A Star Is Born）は、1954年のアメリカ合衆国のミュージカル映画。1937年の映画『スタア誕生』のミュージカル的再映画化であり、ジョージ・キューカーが監督、4年ぶりの映画主演となったジュディ・ガーランドとジェームズ・メイソンが主演した。
なお、1937年版はキューカー監督の1932年の映画『栄光のハリウッド』を下敷きにしていると言われている。
54年9月、196分の仮バージョンがテスト上映されたが、10月のニューヨークでの初上映のためにキューカーらは182分に削減。この上映後にワーナー社によりさらに27分が削除されたうえで11月に一般公開された（キューカーはこのバージョンについて「見るのも苦痛だ」と不満を表明した）。1983年には削除されたカットからのスチル写真とサウンドトラックを利用した176分版が製作された。ただし、未だに5分が行方不明となっている。

## キャスト
| 役名                                        | 俳優                       | 日本語吹替 | 日本語吹替   |
| 役名                                        | 俳優                       | NHK版      | フジテレビ版 |
| ------------------------------------------- | -------------------------- | ---------- | ------------ |
| エスター・ブロジェット/ヴィッキー・レスター | ジュディ・ガーランド       | 今井和子   | 平井道子     |
| ノーマン・メイン                            | ジェームズ・メイソン       | 内田稔     | 黒沢良       |
| マット・リビー                              | ジャック・カーソン         | 宮川洋一   |              |
| オリヴァー・ナイルズ                        | チャールズ・ビックフォード | 巌金四郎   | 鈴木瑞穂     |
| ダニー・マクガイア                          | トミー・ヌーナン           |            | 富山敬       |

- NHK版：初回放送1969年3月30日14:15-16:44『劇映画』
- フジテレビ版：初回放送1976年12月10日『ゴールデン洋画劇場』

## スタッフ
- 監督：ジョージ・キューカー
- 製作総指揮：ジャック・L・ワーナー
- 製作：シドニー・ラフト
- 脚本：モス・ハート
- 撮影：サム・リーヴィット
- 編集：フォルマー・ブラングステッド
- プロダクションデザイン：ジーン・アレン
- 美術：マルコム・C・バート
- 装置：ジョージ・ジェームズ・ホプキンス
- 衣裳：ジャン・ルイ、メアリー・アン・ナイバーグ、アイリーン・シャラフ
- 音楽監督：レイ・ハインドーフ

## 映画賞受賞・ノミネーション
- 受賞
  - ゴールデングローブ賞 主演女優賞 (ミュージカル・コメディ部門)：ジュディ・ガーランド
  - ゴールデングローブ賞 主演男優賞 (ミュージカル・コメディ部門)：ジェームズ・メイソン
- ノミネーション
  - アカデミー主演女優賞：ジュディ・ガーランド
  - アカデミー主演男優賞：ジェームズ・メイソン
  - アカデミー作曲賞：レイ・ハインドーフ
  - アカデミー歌曲賞：ハロルド・アーレン（作曲）、アイラ・ガーシュウィン（作詞）「The Man that Got Away」
  - アカデミー美術賞（カラー）：ジーン・アレン、マルコム・C・バート、ジョージ・ジェームズ・ホプキンス、アイリーン・シャラフ
  - アカデミー衣裳デザイン賞（カラー）：ジャン・ルイ、メアリー・アン・ナイバーグ、アイリーン・シャラフ
  - 英国アカデミー賞海外女優賞：ジュディ・ガーランド